# La Gaubretière
La Gaubretière är en kommun i departementet Vendée i regionen Pays de la Loire i västra Frankrike. Kommunen ligger i kantonen Mortagne-sur-Sèvre som tillhör arrondissementet La Roche-sur-Yon. År 2022 hade La Gaubretière 3 223 invånare.

## Befolkningsutveckling
Antalet invånare i kommunen La Gaubretière
| Referens: INSEE |